# Pristimantis scopaeus
Pristimantis scopaeus är en groddjursart som först beskrevs av Lynch, Ruiz-Carranza och Ardila-Robayo 1996.  Pristimantis scopaeus ingår i släktet Pristimantis och familjen Strabomantidae. IUCN kategoriserar arten globalt som otillräckligt studerad. Inga underarter finns listade i Catalogue of Life.